# Paul McShane
Paul McShane, född 6 januari 1986, är en irländsk före detta fotbollsspelare och senare tränare.

## Karriär
Den 10 oktober 2019 värvades McShane av Rochdale, där han skrev på ett korttidskontrakt fram till januari 2020. Kontraktet förlängdes i januari 2020 med 1,5 år.
Den 23 juli 2021 återvände McShane till Manchester United, där han fick en roll som spelande tränare och var tänkt att användas som överårig spelare i U23-laget. Efter säsongen 2021/2022 valde McShane att avsluta sin spelarkarriär men fortsätta i Manchester United som ungdomstränare.